# SEAL Team/Episodenliste
Diese Episodenliste enthält alle Episoden der US-amerikanischen Actionserie SEAL Team, sortiert nach der US-amerikanischen Erstausstrahlung. Die Fernsehserie umfasst derzeit sechs Staffeln mit 104 Episoden. Eine siebte Staffel wurde bestellt.

## Übersicht
| Staffel | Episodenanzahl | Erstausstrahlung USA | Erstausstrahlung USA | Deutschsprachige Erstausstrahlung | Deutschsprachige Erstausstrahlung |
| Staffel | Episodenanzahl | Staffelpremiere      | Staffelfinale        | Staffelpremiere                   | Staffelfinale                     |
| ------- | -------------- | -------------------- | -------------------- | --------------------------------- | --------------------------------- |
| 1       | 22             | 27. September 2017   | 16. Mai 2018         | 15. März 2018                     | 5. Juli 2018                      |
| 2       | 22             | 3. Oktober 2018      | 22. Mai 2019         | 6. Juni 2019                      | 15. August 2019                   |
| 3       | 20             | 2. Oktober 2019      | 6. Mai 2020          | 28. Mai 2020                      | 8. Oktober 2020                   |
| 4       | 16             | 2. Dezember 2020     | 26. Mai 2021         | 3. Juni 2021                      | 16. September 2021                |
| 5       | 14             | 10. Oktober 2021     | 23. Januar 2022      | 16. Juni 2022                     | 28. Juli 2022                     |
| 6       | 10             | 18. September 2022   | 20. November 2022    | 8. Juni 2023                      | 6. Juli 2023                      |
| 7       | 10             | 11. August 2024      | 6. Oktober 2024      | -                                 | -                                 |

## Staffel 1
| Nr. (ges.) | Nr. (St.) | Deutscher Titel           | Originaltitel              | Erstausstrahlung USA | Deutschsprachige Erstausstrahlung (D) | Regie                 | Drehbuch                                                       |
| ---------- | --------- | ------------------------- | -------------------------- | -------------------- | ------------------------------------- | --------------------- | -------------------------------------------------------------- |
| 1          | 1         | Ein schlagkräftiges Team  | Tip of the Spear           | 27. Sep. 2017        | 15. März 2018                         | Christopher Chulack   | Benjamin Cavell                                                |
| 2          | 2         | Rettungsmission           | Others Lives               | 4. Okt. 2017         | 15. März 2018                         | Christopher Chulack   | Benjamin Cavell, Spencer Hudnut                                |
| 3          | 3         | Piraten an Bord           | Boarding Party             | 11. Okt. 2017        | 22. März 2018                         | Christopher Chulack   | Spencer Hudnut                                                 |
| 4          | 4         | Alte Freunde, alte Feinde | Ghosts of Christmas Future | 18. Okt. 2017        | 22. März 2018                         | Larry Teng            | Benjamin Cavell, Daniele Nathanson                             |
| 5          | 5         | Evakuierung               | Collapse                   | 25. Okt. 2017        | 29. März 2018                         | Ian Toynton           | Becky Mode                                                     |
| 6          | 6         | Konkurrenzkampf           | The Spinning Wheel         | 8. Nov. 2017         | 29. März 2018                         | Melanie Mayron        | Beth Schacter, Josef Sawyer, Julian Silver, Reiss Clauson-Wolf |
| 7          | 7         | Bis ans Limit             | Borderlines                | 15. Nov. 2017        | 5. Apr. 2018                          | Félix Enríquez Alcalá | Corinne Marrinan                                               |
| 8          | 8         | Gefangenenaustausch       | The Exchange               | 22. Nov. 2017        | 5. Apr. 2018                          | John Dahl             | Spencer Hudnut, Sabrina Almeida                                |
| 9          | 9         | Wettlauf mit der Zeit     | Rolling Dark               | 6. Dez. 2017         | 12. Apr. 2018                         | Michael W. Watkins    | Daniele Nathanson, Brian Horiuchi                              |
| 10         | 10        | Familiengeheimnisse       | Pattern of Life            | 3. Jan. 2018         | 12. Apr. 2018                         | Christopher Chulack   | Corinne Marrinan                                               |
| 11         | 11        | Gefährliche Fracht        | Containment                | 10. Jan. 2018        | 19. Apr. 2018                         | Andy Wolk             | Beth Schacter                                                  |
| 12         | 12        | Mit dem Rücken zur Wand   | The Upside Down            | 17. Jan. 2018        | 26. Apr. 2018                         | J. Michael Muro       | Spencer Hudnut, John Bellucci                                  |
| 13         | 13        | Anschlag                  | Getaway Day                | 31. Jan. 2018        | 3. Mai 2018                           | Christopher Chulack   | Benjamin Cavell, Ed Redlich, John Bellucci                     |
| 14         | 14        | Der Mann im Hintergrund   | Call Out                   | 28. Feb. 2018        | 10. Mai 2018                          | Christopher Chulack   | Beth Schacter                                                  |
| 15         | 15        | Die Millionen im Brunnen  | No Man’s Land              | 7. März 2018         | 17. Mai 2018                          | Ian Toynton           | Corinne Marrinan, John Bellucci                                |
| 16         | 16        | Alleingang                | Never Get Out of the Boat  | 21. März 2018        | 24. Mai 2018                          | J. Michael Muro       | Spencer Hudnut, Mark Semos                                     |
| 17         | 17        | Die Frau des Generals     | In Name Only               | 28. März 2018        | 31. Mai 2018                          | John Dahl             | Brian Horiuchi, Sabrina Almeida                                |
| 18         | 18        | Glaubhafte Bedrohung      | Credible Threat            | 11. Apr. 2018        | 7. Juni 2018                          | Rubén García          | Valerie Armstrong, Josef Sawyer                                |
| 19         | 19        | Heiße Spur                | Takedown                   | 25. Apr. 2018        | 14. Juni 2018                         | Holly Dale            | Julian Silver, Reiss Clauson-Wolf, Beth Schacter               |
| 20         | 20        | Der Feind meines Feindes  | Enemy of My Enemy          | 2. Mai 2018          | 21. Juni 2018                         | Larry Teng            | John Bellucci, Corinne Marrinan                                |
| 21         | 21        | In der Höhle des Löwen    | The Graveyard of Empires   | 9. Mai 2018          | 28. Juni 2018                         | David Boreanaz        | Ed Redlich, Spencer Hudnut                                     |
| 22         | 22        | Zeit der Rückkehr         | The Cost of Doing Business | 16. Mai 2018         | 5. Juli 2018                          | Larry Teng            | Benjamin Cavell                                                |

## Staffel 2
| Nr. (ges.) | Nr. (St.) | Deutscher Titel             | Originaltitel           | Erstausstrahlung USA | Deutschsprachige Erstausstrahlung (D) | Regie               | Drehbuch                                      |
| ---------- | --------- | --------------------------- | ----------------------- | -------------------- | ------------------------------------- | ------------------- | --------------------------------------------- |
| 23         | 1         | Mission: Bohrinsel          | Fracture                | 3. Okt. 2018         | 6. Juni 2019                          | Christopher Chulack | John Glenn, Spencer Hudnut                    |
| 24         | 2         | Giftiges Wasser             | Never Say Die           | 10. Okt. 2018        | 6. Juni 2019                          | Nelson McCormick    | Jon Worley                                    |
| 25         | 3         | Das Leben danach            | The Worst of Conditions | 17. Okt. 2018        | 13. Juni 2019                         | Christopher Chulack | Holly Harold                                  |
| 26         | 4         | Alles was zählt             | All That Matters        | 24. Okt. 2018        | 13. Juni 2019                         | Gonzalo Amat        | Duppy Demetrius                               |
| 27         | 5         | Say Again Your Last         | Mumbai                  | 31. Okt. 2018        | 20. Juni 2019                         | Silver Tree         | Dana Greenblatt                               |
| 28         | 6         | Tot oder Lebendig           | Hold What You Got       | 7. Nov. 2018         | 20. Juni 2019                         | Kenneth Fink        | Spencer Hudnut, Mark Semos                    |
| 29         | 7         | Kidnapping                  | Outside the Wire        | 14. Nov. 2018        | 27. Juni 2019                         | J. Michael Muro     | John Glenn, Julian Silver, Reiss Clauson-Wolf |
| 30         | 8         | El Lazo                     | Parallax                | 21. Nov. 2018        | 27. Juni 2019                         | Jann Turner         | Holly Harold, Teresa Huang                    |
| 31         | 9         | Die letzte Ölung            | Santa Muerte            | 5. Dez. 2018         | 4. Juli 2019                          | Larry Teng          | John Glenn, Jon Worley                        |
| 32         | 10        | Willkommen im Dschungel     | Prisoner’s Dilemma      | 12. Dez. 2018        | 4. Juli 2019                          | Thomas Carter       | Tom Mularz, Jon Worley                        |
| 33         | 11        | Die Entführung von Flug 916 | Backwards in High Heels | 2. Jan. 2019         | 11. Juli 2019                         | Rubén García        | Holly Harold, Dana Greenblatt                 |
| 34         | 12        | In der Falle                | Things Not Seen         | 9. Jan. 2019         | 11. Juli 2019                         | Michael W. Watkins  | Kenny Ryan, Jacob Roman                       |
| 35         | 13        | Zwischen Leben und Tod      | Time to Shine           | 23. Jan. 2019        | 18. Juli 2019                         | Christopher Chulack | John Glenn, Spencer Hudnut, Mark Semos        |
| 36         | 14        | Der Preis des Krieges       | What Appears to Be      | 20. März 2019        | 18. Juli 2019                         | Holly Dale          | Brian Beneker                                 |
| 37         | 15        | Man stirbt nur einmal       | You Only Die Once       | 27. März 2019        | 25. Juli 2019                         | J. Michael Muro     | Julian Silver, Reiss Clauson-Wolf             |
| 38         | 16        | Dreck, Dreck, Gucci         | Dirt, Dirt, Gucci       | 3. Apr. 2019         | 25. Juli 2019                         | Holly Dale          | John Glenn, Jon Worley                        |
| 39         | 17        | Explosion im Paradies       | Paradise Lost           | 10. Apr. 2019        | 1. Aug. 2019                          | Allison Liddi-Brown | Tom Mularz                                    |
| 40         | 18        | Vergeltung                  | Payback                 | 17. Apr. 2019        | 1. Aug. 2019                          | Guy Ferland         | Dana Greenblatt, Teresa Huang                 |
| 41         | 19        | Kriegstrauma                | Medicate and Isolate    | 24. Apr. 2019        | 8. Aug. 2019                          | Rubén García        | Spencer Hudnut, Kenny Ryan, Jacob Roman       |
| 42         | 20        | Eskalation                  | Rock Bottom             | 1. Mai 2019          | 8. Aug. 2019                          | Michael W. Watkins  | Holly Harold, Mark Semos                      |
| 43         | 21        | Allein unter Feinden        | My Life for Yours       | 8. Mai 2019          | 15. Aug. 2019                         | David Boreanaz      | John Glenn, Spencer Hudnut                    |
| 44         | 22        | Ein letztes Rodeo           | Never out of the Fight  | 22. Mai 2019         | 15. Aug. 2019                         | Christopher Chulack | John Glenn, Spencer Hudnut                    |

## Staffel 3
| Nr. (ges.) | Nr. (St.) | Deutscher Titel        | Originaltitel                    | Erstausstrahlung USA | Deutschsprachige Erstausstrahlung (D) | Regie               | Drehbuch                                  |
| ---------- | --------- | ---------------------- | -------------------------------- | -------------------- | ------------------------------------- | ------------------- | ----------------------------------------- |
| 45         | 1         | Zurück im Team         | Welcome to the Refuge            | 2. Okt. 2019         | 28. Mai 2020                          | Christopher Chulack | John Glenn, Spencer Hudnut                |
| 46         | 2         | Verdrängnismechanismus | Ignore and Override              | 9. Okt. 2019         | 4. Juni 2020                          | Christopher Chulack | John Glenn, Spencer Hudnut                |
| 47         | 3         | Ein neuer Kommandant   | Theory and Methodology           | 16. Okt. 2019        | 11. Juni 2020                         | Rubén García        | Holly Harold                              |
| 48         | 4         | Die Stärke des Wolfes  | The Strength of the Wolf         | 23. Okt. 2019        | 18. Juni 2020                         | Allison Liddi-Brown | John Glenn, Kenny Ryan, Jacob Roman       |
| 49         | 5         | Stammesfehde           | All Along the Watchtower: Part 1 | 30. Okt. 2019        | 25. Juni 2020                         | Alexis Ostrander    | Tom Mularz                                |
| 50         | 6         | Belagerung             | All Along the Watchtower: Part 2 | 6. Nov. 2019         | 2. Juli 2020                          | J. Michael Muro     | Mark Semos                                |
| 51         | 7         | Einsatz in Paris       | The Ones You Can’t See           | 20. Nov. 2019        | 9. Juli 2020                          | Rubén García        | Dana Greenblatt                           |
| 52         | 8         | Spiel mit dem Feuer    | Danger Crossing                  | 27. Nov. 2019        | 16. Juli 2020                         | Michael W. Watkins  | Holly Harold                              |
| 53         | 9         | Epidemie               | Kill or Cure                     | 4. Dez. 2019         | 23. Juli 2020                         | Gonzalo Amat        | Tom Mularz                                |
| 54         | 10        | Eine Frage der Ehre    | Unbecoming an Officer            | 11. Dez. 2019        | 30. Juli 2020                         | Tyler Grey          | Dana Greenblatt                           |
| 55         | 11        | Todesschwadron         | Siege Protocol: Part 1           | 26. Feb. 2020        | 6. Aug. 2020                          | Gonzalo Amat        | Matt Bosack                               |
| 56         | 12        | Hinterhalt             | Siege Protocol: Part 2           | 26. Feb. 2020        | 13. Aug. 2020                         | Gonzalo Amat        | Kenny Sheard                              |
| 57         | 13        | Nebel des Krieges      | Fog of War                       | 4. März 2020         | 20. Aug. 2020                         | Christopher Chulack | Spencer Hudnut, Mark Semos                |
| 58         | 14        | Offene Wunden          | Objects in Mirror                | 11. März 2020        | 27. Aug. 2020                         | David C. Cook       | Tom Mularz                                |
| 59         | 15        | Verlustangst           | Rules of Engagement              | 18. März 2020        | 3. Sep. 2020                          | J. Michael Muro     | Holly Harold, Kenny Ryan, Jacob Roman     |
| 60         | 16        | Strafmaßnahme          | Last Known Location              | 25. März 2020        | 10. Sep. 2020                         | Larry Teng          | Stephen Gasper, Dana Greenblatt           |
| 61         | 17        | Freund oder Feind?     | Drawdown                         | 8. Apr. 2020         | 17. Sep. 2020                         | Max Thieriot        | Matt Bosack, Mark Semos                   |
| 62         | 18        | Der Kopf der Schlange  | Edge Of Nowhere                  | 22. Apr. 2020        | 24. Sep. 2020                         | Christine Moore     | Rashaan Dozier-Escalante, Tom Mularz      |
| 63         | 19        | Unter Beschuss         | In The Blind                     | 29. Apr. 2020        | 1. Okt. 2020                          | Allison Liddi-Brown | Corinne Marrinan, Kenny Ryan, Jacob Roman |
| 64         | 20        | Wofür man kämpft       | No Choice In Duty                | 6. Mai 2020          | 8. Okt. 2020                          | Rubén García        | Holly Harold, Brian Beneker               |

## Staffel 4
| Nr. (ges.) | Nr. (St.) | Deutscher Titel            | Originaltitel           | Erstausstrahlung USA | Deutschsprachige Erstausstrahlung (D) | Regie                 | Drehbuch                                  |
| ---------- | --------- | -------------------------- | ----------------------- | -------------------- | ------------------------------------- | --------------------- | ----------------------------------------- |
| 65         | 1         | Auf sich allein gestellt   | God of War              | 2. Dez. 2020         | 3. Juni 2021                          | David Boreanaz        | Spencer Hudnut, Kenny Sheard              |
| 66         | 2         | Ignorieren und überwinden  | Forever War             | 2. Dez. 2020         | 10. Juni 2021                         | Christopher Chulack   | Spencer Hudnut, Dana Greenblatt           |
| 67         | 3         | Das Leben nach Bravo       | The New Normal          | 9. Dez. 2020         | 17. Juni 2021                         | Christopher Chulack   | Kenny Ryan, Jacob Roman                   |
| 68         | 4         | Schockwelle                | Shockwave               | 16. Dez. 2020        | 24. Juni 2021                         | Rubén García          | Tom Mularz                                |
| 69         | 5         | Erweiterte Verhörtechnik   | The Carrot or the Stick | 13. Jan. 2021        | 1. Juli 2021                          | Rubén García          | Dana Greenblatt                           |
| 70         | 6         | Das Grauen hat ein Gesicht | Horror Has A Face       | 27. Jan. 2021        | 8. Juli 2021                          | J. Michael Muro       | Matt Bosack, Mark Semos                   |
| 71         | 7         | Eine neue Ära              | All In                  | 17. Feb. 2021        | 15. Juli 2021                         | Félix Enríquez Alcalá | Corinne Marrinan, Stephen Gasper          |
| 72         | 8         | Machtspiele                | Cover for Action        | 3. März 2021         | 22. Juli 2021                         | Rubén García          | Dana Greenblatt, Rashaan Dozier-Escalante |
| 73         | 9         | Abrechnung                 | Reckoning               | 10. März 2021        | 29. Juli 2021                         | Rubén García          | Tom Mularz, Kenny Sheard                  |
| 74         | 10        | Unter Anklage              | A Question Of Honor     | 24. März 2021        | 5. Aug. 2021                          | Jessica Paré          | Ariel Endacott                            |
| 75         | 11        | Eine Frage der Loyalität   | Limits of Loyalty       | 7. Apr. 2021         | 12. Aug. 2021                         | Allison Liddi-Brown   | Corinne Marrinan                          |
| 76         | 12        | Kriegshelden               | Rearview Mirror         | 21. Apr. 2021        | 19. Aug. 2021                         | Max Thieriot          | Kenny Ryan, Jacob Roman                   |
| 77         | 13        | Unsichtbare Wunden         | Do No Harm              | 5. Mai 2021          | 26. Aug. 2021                         | Tyler Grey            | Tom Mularz, Kinan Copen                   |
| 78         | 14        | Trojanisches Pferd         | Hollow at the Core      | 12. Mai 2021         | 2. Sep. 2021                          | J. Michael Muro       | Matt Bosack, Kenny Sheard                 |
| 79         | 15        | Schlacht an der Pipeline   | Nightmare of My Choice  | 19. Mai 2021         | 9. Sep. 2021                          | David Boreanaz        | Spencer Hudnut, Mark Semos                |
| 80         | 16        | Verlorene Brüder           | One Life to Live        | 26. Mai 2021         | 16. Sep. 2021                         | Christopher Chulack   | Spencer Hudnut, Dana Greenblatt           |

## Staffel 5
| Nr. (ges.) | Nr. (St.) | Deutscher Titel               | Originaltitel             | Erstausstrahlung USA | Deutschsprachige Erstausstrahlung (D) | Regie               | Drehbuch                                  |
| ---------- | --------- | ----------------------------- | ------------------------- | -------------------- | ------------------------------------- | ------------------- | ----------------------------------------- |
| 81         | 1         | Einsatz in Nordkorea          | Trust, But Verify: Part 1 | 10. Okt. 2021        | 16. Juni 2022                         | Christopher Chulack | Spencer Hudnut                            |
| 82         | 2         | Minenfeld                     | Trust, But Verify: Part 2 | 17. Okt. 2021        | 16. Juni 2022                         | Christopher Chulack | Tom Mularz, Mark Semos                    |
| 83         | 3         | Der Tag, der alles veränderte | Nine Ten                  | 24. Okt. 2021        | 23. Juni 2022                         | Jessica Paré        | Dana Greenblatt                           |
| 84         | 4         | Anschlagsziele                | Need To Know              | 31. Okt. 2021        | 23. Juni 2022                         | Tyler Grey          | Tom Mularz, Mark Semos                    |
| 85         | 5         | Bombe im Zug                  | Frog on the Tracks        | 31. Okt. 2021        | 30. Juni 2022                         | J. Michael Muro     | Spencer Hudnut, Kenny Sheard              |
| 86         | 6         | Mann unter Feuer              | Man on Fire               | 7. Nov. 2021         | 30. Juni 2022                         | J. Michael Muro     | Kinan Copen                               |
| 87         | 7         | Unser schlimmster Feind       | What’s Past Is Prologue   | 14. Nov. 2021        | 7. Juli 2022                          | Allison Liddi-Brown | Dana Greenblatt, Rashaan Dozier-Escalante |
| 88         | 8         | Bleibende Schäden             | Conspicuous Gallantry     | 21. Nov. 2021        | 7. Juli 2022                          | David Boreanaz      | Teresa Huang, Stephen Gasper              |
| 89         | 9         | Vater und Sohn                | Close to Home             | 28. Nov. 2021        | 14. Juli 2022                         | Gonzalo Amat        | Tom Mularz, Ariel Endacott                |
| 90         | 10        | Dilemma                       | Head On                   | 5. Dez. 2021         | 14. Juli 2022                         | Rubén García        | Kinan Copen, Rashaan Dozier-Escalante     |
| 91         | 11        | Gedächtnislücken              | Violence of Action        | 2. Jan. 2022         | 21. Juli 2022                         | Rubén García        | Tom Mularz, Teresa Huang                  |
| 92         | 12        | Pfad der Erleuchtung          | Keys to Heaven            | 9. Jan. 2022         | 21. Juli 2022                         | Loren Yaconelli     | Dana Greenblatt, Kenny Sheard             |
| 93         | 13        | Stützpfeiler                  | Pillar of Strength        | 16. Jan. 2022        | 28. Juli 2022                         | David Boreanaz      | Mark Semos, Stephen Gasper                |
| 94         | 14        | Im Kreuzfeuer                 | All Bravo Stations        | 23. Jan. 2022        | 28. Juli 2022                         | Christopher Chulack | Spencer Hudnut                            |

## Staffel 6
| Nr. (ges.) | Nr. (St.) | Deutscher Titel               | Originaltitel                 | Erstausstrahlung USA | Deutschsprachige Erstausstrahlung (D) | Regie               | Drehbuch                        |
| ---------- | --------- | ----------------------------- | ----------------------------- | -------------------- | ------------------------------------- | ------------------- | ------------------------------- |
| 95         | 1         | Geringe Auswirkung            | Low-Impact                    | 18. Sep. 2022        | 8. Juni 2023                          | Christopher Chulack | Spencer Hudnut, Mark Semos      |
| 96         | 2         | Krabbeln, Gehen, Laufen       | Crawl, Walk, Run              | 25. Sep. 2022        | 8. Juni 2023                          | Jessica Paré        | Dana Greenblatt, Leanne Koch    |
| 97         | 3         | Wachstumsschmerzen            | Growing Pains                 | 2. Okt. 2022         | 15. Juni 2023                         | Cherie Nowlan       | Tom Mularz, Madalyn Lawson      |
| 98         | 4         | Phantombild                   | Phantom Pattern               | 9. Okt. 2022         | 15. Juni 2023                         | David Boreanaz      | Kenny Sheard, Ariel Endacott    |
| 99         | 5         | Vom Donner gerührt            | Thunderstruck                 | 16. Okt. 2022        | 22. Juni 2023                         | Rubén García        | Tom Mularz, Brian Beneker       |
| 100        | 6         | Hinter dir                    | Watch Your 6                  | 23. Okt. 2022        | 22. Juni 2023                         | Gonzalo Amat        | Dana Greenblatt, Stephen Gasper |
| 101        | 7         | Erstaunliche Gefährten        | Strange Bedfellows            | 30. Okt. 2022        | 29. Juni 2023                         | Rubén García        | Kinan Copen                     |
| 102        | 8         | Asse und Achten               | Aces and Eights               | 6. Nov. 2022         | 29. Juni 2023                         | Jason Cabell        | Tom Mularz, Kenny Sheard        |
| 103        | 9         | Schadensaufnahme              | Damage Assessment             | 13. Nov. 2022        | 6. Juli 2023                          | Christopher Chulack | Spencer Hudnut, Mark Semos      |
| 104        | 10        | Guter Wind und Stürmische See | Fair Winds And following Seas | 20. Nov. 2022        | 6. Juli 2023                          | Christopher Chulack | Spencer Hudnut, Dana Greenblatt |

Die deutschsprachige Erstausstrahlung fand bei Warner TV Serie statt.